# Чубушник кавказский
Чубушник кавказский (лат. Philadelphus caucasicus) — многолетний кустарник, вид рода Чубушник (Philadelphus) семейства Гортензиевые (Hydrangeaceae).
По данным The Plant List является синонимом Philadelphus coronarius.

## Распространение и экология
Встречается на Кавказе и в Закавказье.
Растёт в горных лесах и по опушкам, на обрывах и крутых склонах. Поднимается до 1800 метров над уровнем моря.

## Ботаническое описание
Многолетний кустарник высотой 150—250 см.
Листья тонкие, сверху ярко-зелёные, более бледные снизу, продолговато-эллиптические, продолговато-овальные или ланцетные, постепенно заострённые к вершине, голые или снизу пушистые, по краям с расставленными, едва намечающимися зубчиками или цельнокрайные, редко с 8—12 развитыми зубцами с каждой стороны.
Соцветия намного превышающие листья, длиной до 14 см, 7—9-цветковые. Цветки 2—3,5 см в диаметре.
Цветёт в мае — июне. Плоды созревают в июле — августе.

## Значение и применение
В цветках содержится эфирное масло (0,1—0,18 %), основным компонентом которого является метиловый эфир антраниловой кислоты, также в растении обнаружены 7-окси- и 8-метоксикумарины. Эфирное масло чубушника может быть использовано в пищевой промышленности.
Листья используют для получения чёрной краски.
Старые ветки идут на чубуки для курительных трубок.
Применяется как декоративное растение.
Медонос.

## Классификация

### Таксономия
Вид Чубушник кавказский входит в род Чубушник (Philadelphus) подсемейства Hydrangeoideae семейства Гортензиевые (Hydrangeaceae) порядка Кизилоцветные (Cornales).
|  |                                      |  |                                                             |                                                             |                        |  | ещё 6 семейств (согласно Системе APG II) | ещё 6 семейств (согласно Системе APG II) |                                  |  |  |  | ещё около 20 родов | ещё около 20 родов      |  |  |
|  |                                      |  |                                                             |                                                             |                        |  | ещё 6 семейств (согласно Системе APG II) | ещё 6 семейств (согласно Системе APG II) |                                  |  |  |  | ещё около 20 родов | ещё около 20 родов      |  |  |
|  |                                      |  |                                                             | порядок Ясноткоцветные                                      |                        |  |                                          |                                          | подсемейство Hydrangeoideae      |  |  |  |                    | вид Чубушник кавказский |  |  |
|  |                                      |  |                                                             | порядок Ясноткоцветные                                      |                        |  |                                          |                                          | подсемейство Hydrangeoideae      |  |  |  |                    | вид Чубушник кавказский |  |  |
|  | отдел Цветковые, или Покрытосеменные |  |                                                             |                                                             | семейство Гортензиевые |  |                                          |                                          | род Чубушник                     |  |  |  |                    |                         |  |  |
|  | отдел Цветковые, или Покрытосеменные |  |                                                             |                                                             |                        |  |                                          |                                          |                                  |  |  |  |                    |                         |  |  |
|  |                                      |  | ещё 44 порядка цветковых растений (согласно Системе APG II) | ещё 44 порядка цветковых растений (согласно Системе APG II) |                        |  |                                          | ещё 1 подсемейство, Jamesioideae         | ещё 1 подсемейство, Jamesioideae |  |  |  | ещё около 60 видов |                         |  |  |
|  |                                      |  |                                                             | ещё 44 порядка цветковых растений (согласно Системе APG II) |                        |  |                                          |                                          | ещё 1 подсемейство, Jamesioideae |  |  |  |                    |                         |  |  |